# Wasserschloss Flehingen

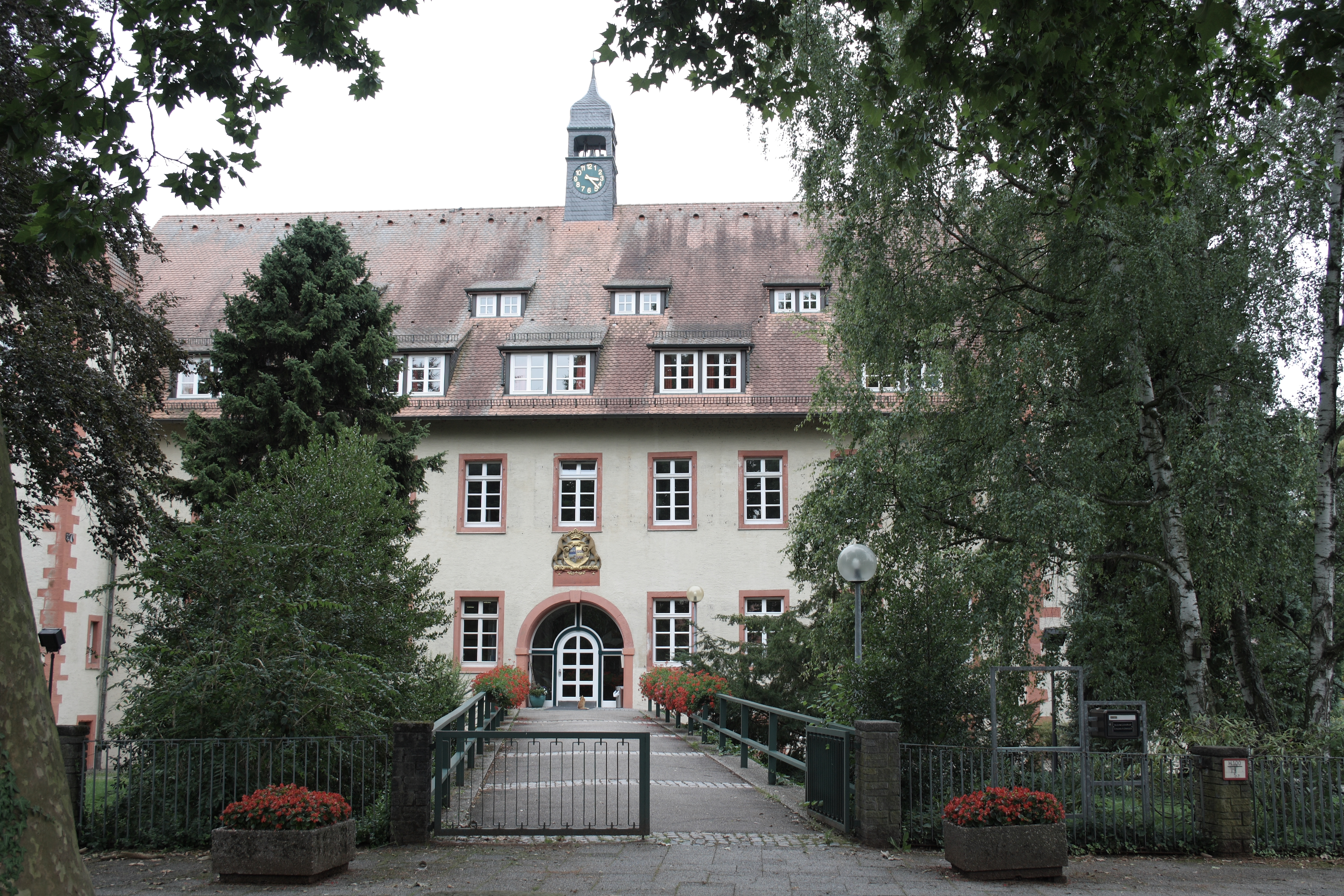
Wasserschloss in Flehingen

Das Wasserschloss Flehingen ist ein renaissancezeitliches Wasserschloss in Flehingen, einem Ortsteil der Stadt Oberderdingen im Landkreis Karlsruhe im nordwestlichen Baden-Württemberg. Es war lange Zeit der Stammsitz der Herren von Flehingen.

## Geschichte

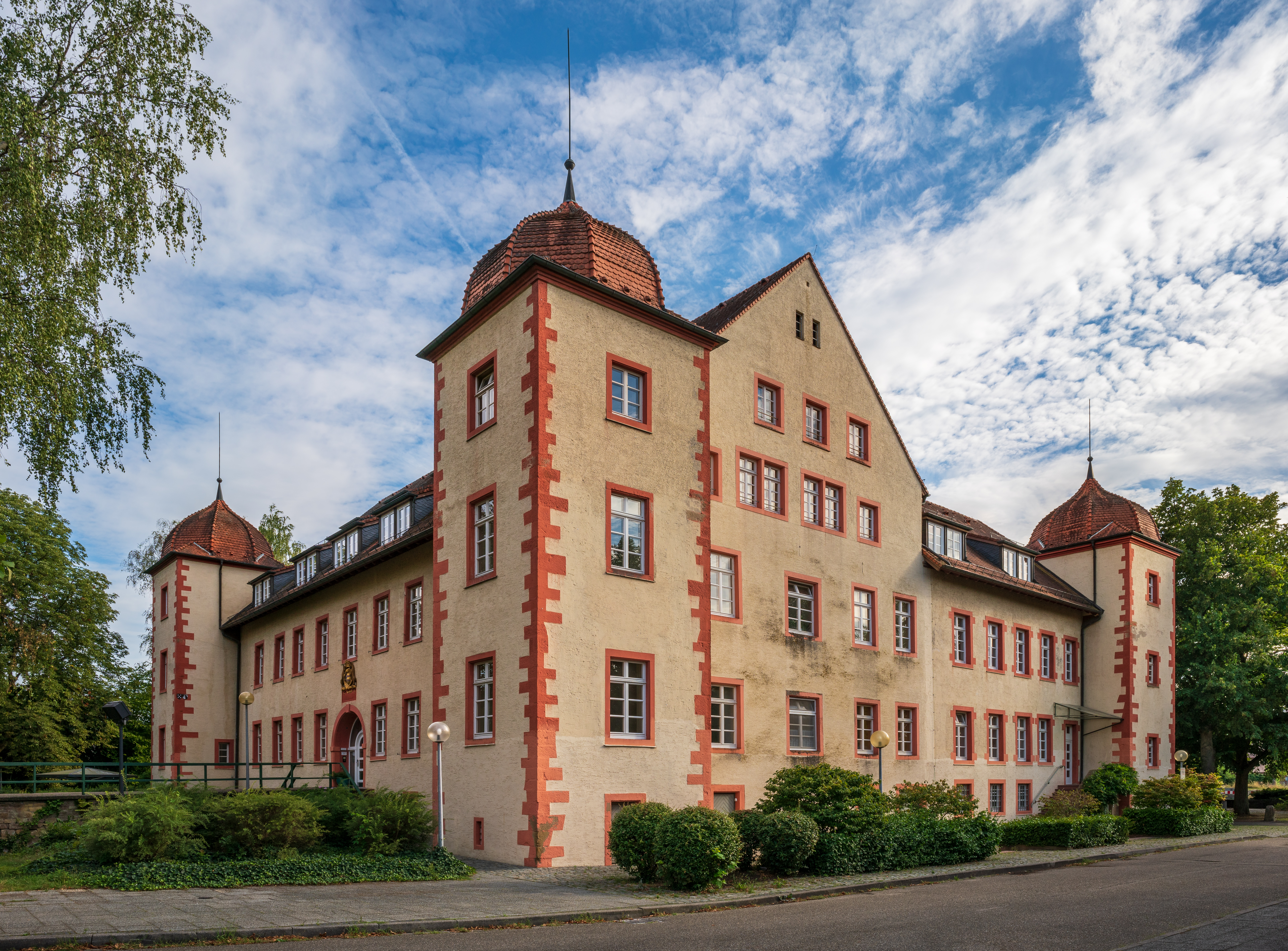
Ansicht von Norden

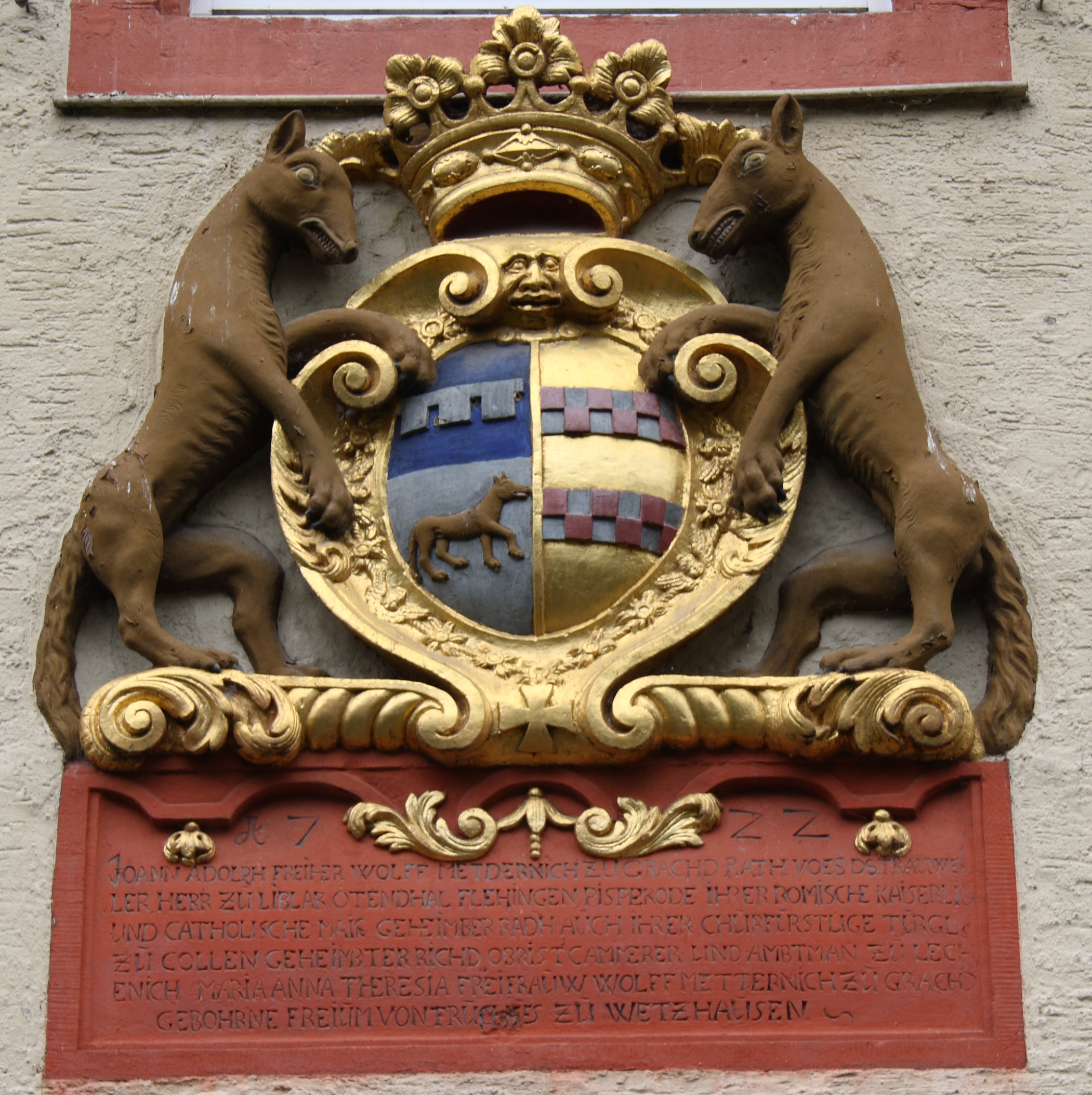
Allianzwappen (1722) Wolff-Metternich zur Gracht und Truchseß von Wetzhausen über dem Portal

Bereits für 1353 ist an gleicher Stelle ein Schloss erwähnt. Dieses Schloss wurde 1366 samt der Ortschaft Flehingen an die Edelfreien von Strahlenberg verkauft, von denen der Kurfürst Ruprecht I. von der Pfalz 1368 Flehingen und Sickingen erwarb. Als Lehen kam die Herrschaft 1396 an die Herren von Flehingen. Das heutige Schlossgebäude wurde unter Verwendung bestehender Mauerteile der Niederburg, die 1504 während des Landshuter Erbfolgekriegs von Graf Ulrich von Württemberg niedergebrannt worden war, um 1565 von Ludwig Wolf von Flehingen (1517–1600) und seiner Gemahlin Anna, geborene Göler von Ravensburg, erbaut. Im Jahre 1637 kamen die Grundherrschaft und das Schloss an den Freiherrn Johann Adolf Wolff Metternich zur Gracht, der Flehingen als kurpfälzisches Lehen von Kurfürst Maximilian von Bayern erhielt. 1803 kam Flehingen in Besitz des Großherzogtums Baden, das Schloss blieb jedoch weiter im Besitz der Wolff-Metternich zur Gracht. Im Jahr 1876 wurde das Schloss für 550.000 Mark an die Gemeinde Flehingen verkauft. 1894 erwarb der badische Staat das Schloss, um eine Erziehungsanstalt darin einzurichten. In den Jahren 1904 und 1905 wurden die Innenräume des Schlosses zu diesem Zweck umgebaut. Heute wird es als Bildungszentrum des „Kommunalverbands für Jugend und Soziales Baden-Württemberg (KVJS)“ genutzt. Weiter beherbergt das Schloss vier staatlich anerkannte Fachschulen.

## Beschreibung
Die zweigeschossige Vierflügelanlage mit quadratischem Grundriss und vier quadratischen Ecktürmen wird von einem heute trockengelegten Graben umgeben. Die Bossenquader am Südturm des hinteren Trakts stammen möglicherweise von einem Vorgängerbau. Über dem rundbogigen Portal, das über eine Grabenbrücke erreichbar ist, befindet sich das Allianzwappen der Wolff-Metternich zur Gracht und der Truchseß von Wetzhausen aus dem Jahr 1722.